# Eyja- og Miklaholtshreppur

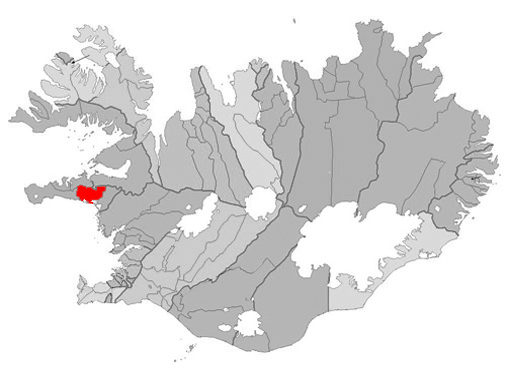

Eyja- og Miklaholtshreppur är en kommun i regionen Västlandet på Island. Folkmängden är 102 personer (2022).

## Bilder

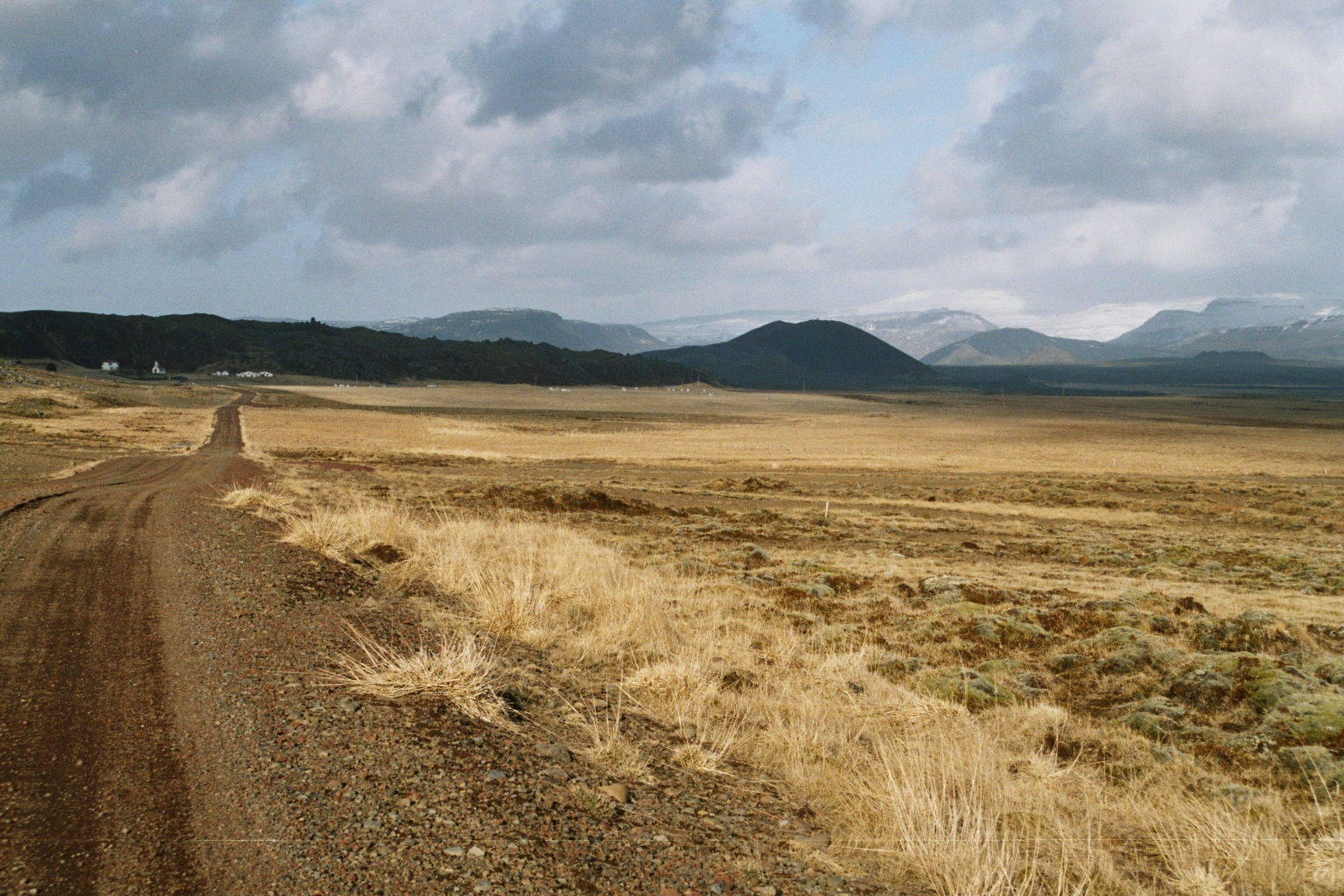
Ytri-Rauðamelur
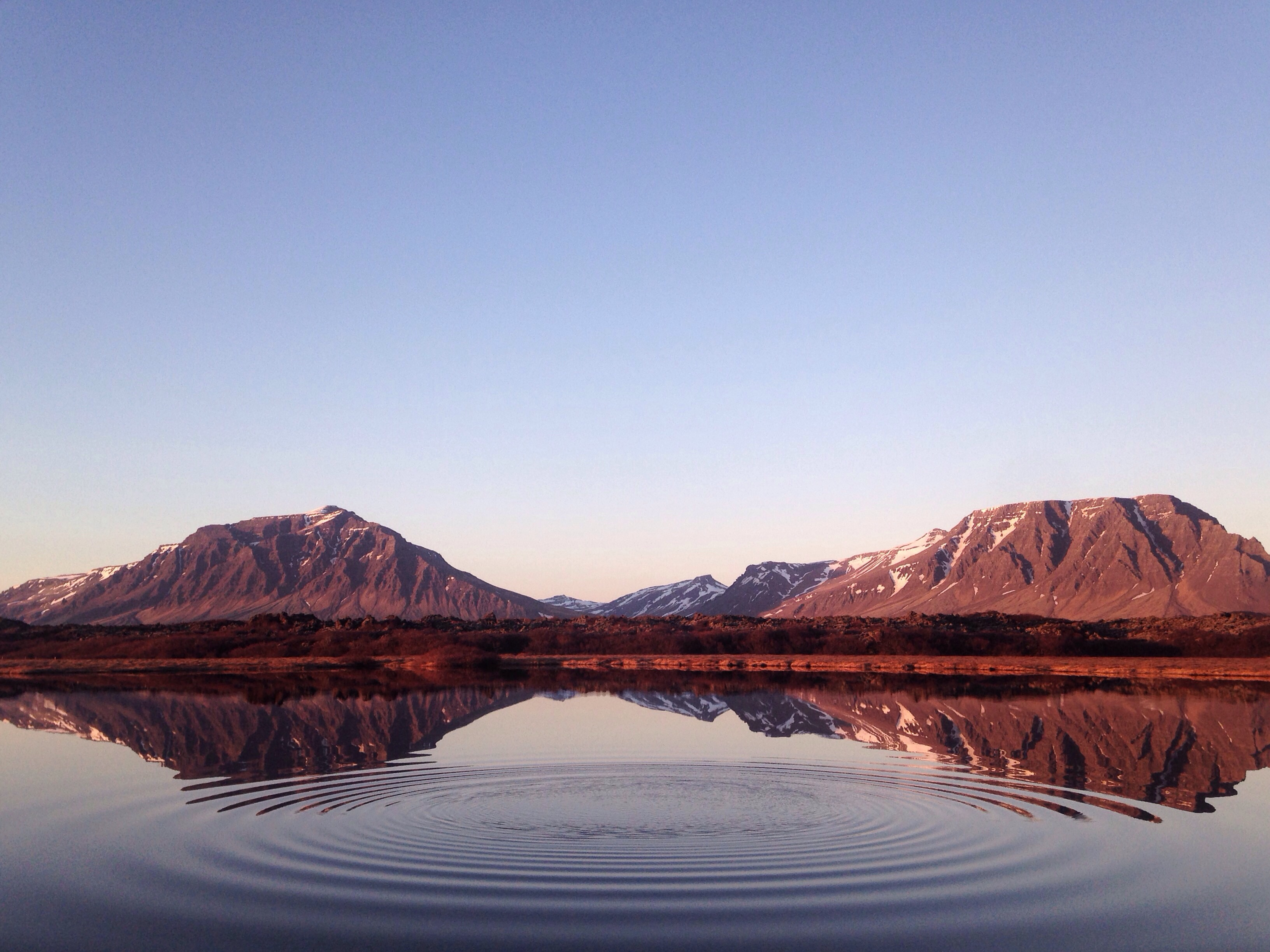
Kolbeinsstaðafjall
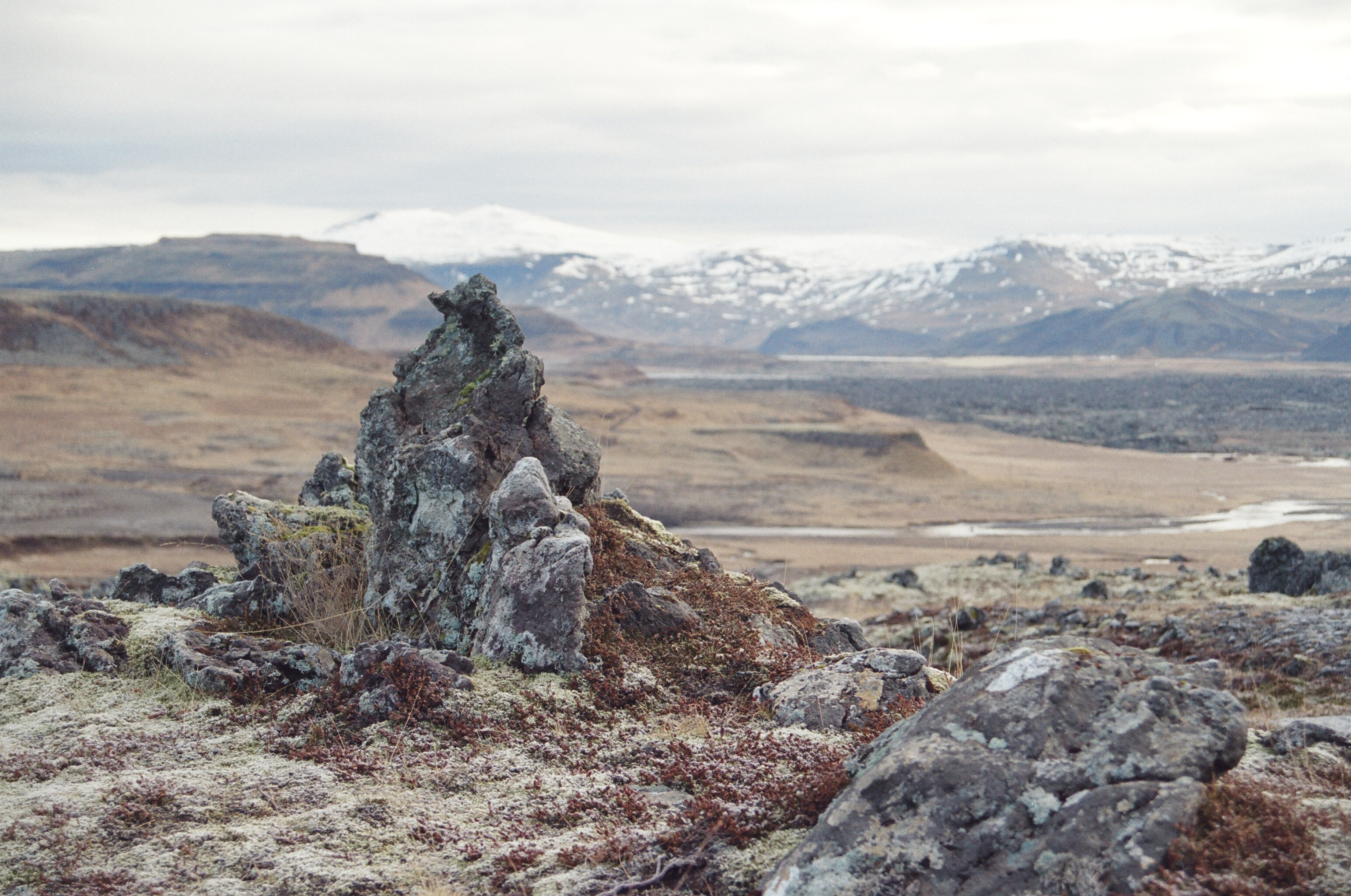
Hnappadalur